# Gmina Vesthimmerland
Gmina Vesthimmerland (duń. Vesthimmerlands Kommune) – gmina w Danii w regionie Jutlandia Północna.
Gmina powstała w 2007 roku na mocy reformy administracyjnej z połączenia gmin Aalestrup (częściowo), Farsø, Løgstør i Aars.
Siedzibą gminy jest miasto Aars. Inne miasto to m.in. Havbro, Østrup. 